# Grupo Social Particular
Grupo Social Particular (GSP) es una de las cinco categorías que se usa para denominar la situación social de los refugiados teniendo en cuenta dos documentos clave de Reino Unido: la Convención sobre el Estatuto de los Refugiados de 1951 y su Protocolo de 1967. Las otras cuatro categorías son raza, religión, nacionalidad y libertad de pensamiento. Como la más ambigua y abierta de las categorías, la categoría GSP ha sido tema de un gran debate y controversia en la ley de los refugiados. Hay que tener en cuenta que al igual que con las otras cuatro categorías, ser miembro de un GSP no es motivo suficiente para obtener el estatus de refugiado. Más bien, para obtener el estatus de refugiado, se necesita demostrar que eres miembro de una de las cinco categorías (raza, religión, nacionalidad, libertad de pensamiento y grupo social particular) y una conexión entre ser miembro y la persecución a la que se enfrenta o se podría enfrentar.
La determinación del GSP es parte del proceso general de determinación de los refugiados en la mayoría de los países que firmaron la Convención de 1951. En particular, estas decisiones las toman las administraciones de inmigración, los tribunales de inmigración y los tribunales generales (en los que las decisiones de inmigración pueden necesitar ser apeladas). Decisiones pasadas han creado guías y precedentes para decisiones futuras en el mismo país. Generalmente, las decisiones que se toman en un país no crean precedentes para decisiones de otros países, pero existe cierta influencia a través de la influencia en las directrices de ACNUR-GR actualizadas periódicamente y mediante el uso por parte de los abogados de estos casos. Dos decisiones particularmente trascendentales que influyen en la determinación del GSP en todo el mundo han sido Matter of Acosta (1985, Estados Unidos) y Ward (1993, Canadá)
Los ejemplos de personas que se identifican con GSP en muchos países incluyen a las mujeres (y varios subconjuntos de las mismas), homosexuales y orientaciones sexuales no convencionales, familias específicas y los pobres.

## Documentos de las Naciones Unidas
En 2002, el Alto Comisionado de las Naciones Unidas para los Refugiados (ACNUR) publicó una guía actualizada para la interpretación de la categoría GSP.

### Directrices generales
- La categoría GSP no está destinada para ser utilizada en general, y la GSP no debe ser definida exclusivamente en lo que se refiere a persecución. En otras palabras, solo el hecho de que una persona sea perseguida, no convierte a la persona en un miembro de la GSP.
- No hay una lista cerrada de GSP, más bien la afiliación en una GSP debería evolucionar con el tiempo, basándose en la diversidad y cambiando la naturaleza de los distintos grupos y ateniéndose a las normas de los derechos humanos internacionales.
- Las Bases de la convención no son mutuamente excluyentes. Una persona puede reclamar estado de refugiado basado en la afiliación en una GSP al igual que en otros grupos como la religión u opiniones políticas, si lo solicitan.

### Dos enfoques: Características protegidas (inmutabilidad) y percepción social
El documento de ACNUR identifica que dos soluciones han sido utilizadas para determinar la afiliación u legitimidad de las GSP:
1. Características de protección o enfoque de inmutabilidad: Este enfoque examina si un grupo está unido por una de las siguientes:
- Una innata e inmutable característica (como el sexo o la raza)
- Una característica inmutable que no es innata, pero es inalterable por otras razones (como hechos históricos de una asociación del pasado, ocupación o estado)
- Una característica que es muy fundamental para la dignidad humana que una persona no debe exigir cambiar.

2. El enfoque de percepción social: Este enfoque examina si el grupo comparte o no una característica común que los hace un grupo reconocido o la aparta de la sociedad en general.
El documento de ACNUR proporciona la siguiente guía de acuerdo con la interpretación del enfoque de la característica protegida:
Un grupo social particular es un grupo de personas que comparten una característica común por riesgo de ser perseguidos, o quienes son considerados como un grupo por la sociedad. La característica a menudo será que es innata, no cambiable o que es, a no ser que se indique lo contrario, fundamental de identificar, consciente del ejercicio de los derechos humanos de cada persona.

### Observaciones adicionales
El documento UNHCR ofreció las siguientes guías adicionales de acuerdo con la afiliación en la GSP:
- La persecución no puede ser solo utilizada para definir un estado GSP, pero puede ser parte de un caso de percepción social para el estado GSP, por ejemplo, el hecho de que la gente que tenga una cierta característica sea perseguida, es una evidencia de que la gente que tenga esa característica es socialmente percibida como que pertenece a un grupo distinto.
- El GSP no necesita ser cohesivo, los miembros pueden no conocerse los unos a los otros o estar coordinados hacia un objetivo común.
- No todos los miembros del GSP necesitan ser perseguidos. El documento menciona que los miembros pueden no estar en riesgo si, por ejemplo, esconden sus características compartidas, no son conocidas por los perseguidores, o cooperan con el perseguidor.
- El tamaño de un GSP no se debe considerar relevante. Los GSP pueden ser desde pequeñas minorías a grupos como “mujeres” (que constituyen cerca de la mitad de la población).
- La persecución de actores no estatales es relevante ya sea si la persecución está basada en objetivos de los socios del GSP, o si la falta de voluntad del estado para ayudar a la víctima de la persecución es debida a la afiliación de la víctima con el GSP.

## Estados Unidos
La aplicación del criterio GSP en los Estados Unidos se rige por las decisiones y aclaraciones formuladas por la Junta de Apelaciones de Inmigración, así como por las Cortes de Apelaciones de Estados Unidos. Los funcionarios y los jueces tienen considerable margen de interpretación para determinar el estado del GSP.

### Ser miembro de un grupo social particular debe basarse en una característica que uno o bien no puede cambiar, o bien no debería verse obligado a cambiar
En Matter of Acosta (1985), la Junta de Apelaciones de Inmigración interpretó la Convención del 1951 como una regla general para determinar qué constituye un GSP para el objetivo de la Convención. La Junta de Apelaciones de Inmigración lo comparó con los otros cuatro motivos de la condición de refugiado, y señaló que dos de ellos (raza y nacionalidad) se basaban en características que no se pueden cambiar, mientras que los otros dos (religión y opinión política) se basaban en características que uno no debería verse obligado a cambiar. Al generalizar a partir de esto, argumentaron que para que un grupo se califique como GSP con respecto al estatuto de refugiado, debe ser o bien una característica que no se puede cambiar, o bien una característica que no se debe exigir que cambie. Este enfoque se caracterizaría por ACNUR en 2002 como el enfoque de "características protegidas".

### Particularidad y visibilidad social
Basándose en las reglas generales de ACNUR de 2002, una serie de decisiones tomadas por la Junta de Apelaciones de Inmigración en 2008 dio importancia a dos criterios adicionales para definir un GSP: particularidad y visibilidad social. Sin embargo, a diferencia de las reglas generales del ACNUR, que sugirieron visibilidad social como una forma de identificar a los GSP que podrían ser filtrados por el enfoque de características protegidas, las decisiones de la Junta de Apelaciones de Inmigración respaldaron la lógica de que estos criterios deben cumplirse por encima del criterio de característica protegida.
1. Particularidad: el grupo social en cuestión debe identificarse en la sociedad en general como una clase discreta de personas.
2. Visibilidad social: la participación en el grupo social generalmente debería ser reconocible por otros en la comunidad.

Las decisiones de la Junta de Apelaciones de Inmigración recibieron críticas desde muchos puntos de vista. Algunos críticos argumentaron que las nociones de particularidad y visibilidad social se habían combinado, y que la decisión no dejaba claro si la visibilidad social debía interpretarse como una visibilidad literal o figurada.

## Australia
El derecho de los refugiados en Australia  es determinado de facto por los tribunales de los asilados y el tribunal federal de Australia. Al igual que en Estados Unidos, los jóvenes tienen  bastante libertad interpretativa y sus decisiones ofrecen precedentes que pueden ser útiles para futuras decisiones .

### La discreción como requisito imprescindible
Uno de los rasgos que distinguen la definición del PSG (Particular Social Group) en Australia es el requisito de la discreción, sobre todo en los temas relacionados con la sexualidad. El hecho de que las cortes australianas hayan prevenido que algunas personas no se hayan atrevido a manifestar sus ideales políticos o religiosos por miedo a ser perseguidos,ya es de por sí un acto de persecución. Pero esta lógica no se aplicó a la homosexualidad u otras orientaciones sexuales no convencionales. Las cortes han defendido la idea de que la sexualidad no es algo que se tenga que manifestar de manera pública, de modo que si una persona puede librarse de la persecución ocultando su sexualidad, en caso de que sea perseguida por esto no le considerará como miembro del grupo de los refugiados. Esta punto de vista se contradice a  la idea expuesta en los documentos de ACNUR (Alto Comisionado de las Naciones Unidas para los Refugiados), en los cuales consta que la capacidad de las personas para prevenir la persecución mediante la ocultación de sus condiciones no justifica el tipo de persecución.

## Canadá
La Junta de Apelación de Inmigración y Refugiados de Canadá es responsable de las normas que deciden el estado de los refugiados, incluyendo los criterios necesarios para la afiliación en un grupo social en particular. El IRB (Las Juntas Institucionales de Revisión) y varios académicos de la ley de refugiados de Canadá han identificado dos decisiones clave de la Corte Suprema de Canadá que han ayudado a establecer la definición del GSP: El Fiscal General de Canadá vs. Ward (1993) y Chan vs. Canadá (Ministerio del Empleo y de la Inmigración) (1995).
La decisión de Ward mencionó el uso de pruebas de la Corte Suprema en Mayers, Cheung y el Matter of Acosta de los Estados Unidos de América para identificar las tres posibles categorías de GSP:
1. Grupos definidos por unas características innatas e inmutables;
2. grupos cuyos miembros se han afiliado voluntariamente por razones tan fundamentales para su dignidad que no deberían verse forzados a abandonar la asociación; y
3. grupos asociados por un primer estatus voluntario, inalterable debido a su permanencia histórica.

El IRB ha identificado la decisión de la Corte Suprema de Canadá en Ward como proporcionar una base interpretativa de la afiliación del GSP.
La clasificación identificada en Ward se han dejado aún más claras en Chan.
1. Ward enunció una regla de trabajo y "no un enfoque determinista inflexible para resolver si un demandante de refugio que podría clasificarse dentro de un grupo social en particular". La consideración principal para determinar un grupo social en particular son los "temas subyacentes generales de la defensa de los derechos humanos y la no discriminación".
2. La distinción "ser vs. hacer" no pretende reemplazar las categorías de Ward. Debe haber una consideración adecuada del contexto en el que surgió la demanda.
3. Con respecto a la categoría dos de la clasificación de Ward y la posición adoptada por el Tribunal de Apelación en Chan, esta categoría requería una asociación activa entre los miembros del grupo, el Sr. Justice La Forest declaró: "Un grupo social particular no debe estar en asociación voluntaria con otras personas similares a él, para evitar cualquier confusión".

Los GSP identificados en la jurisprudencia canadiense incluyen a la familia, los homosexuales, los sindicatos, los pobres, las mujeres sometidas a abusos o coacciones de diversa índole y otros.

## Reino Unido
El Ministerio de Interior es el que primeramente lleva el caso de los refugiados. .Los precedentes se establecen en cada etapa a partir de las decisiones tomadas anteriormente..
Las decisiones que se toman en Reino Unido en relación con el  mundo de los refugiados basadas en grupos sociales particulares ha aumentado la necesidad de dividir la cuestión en dos partes:
- El requisito de persecución: El solicitante deberá demostrar que ha sido perseguido o que existe la posibilidad de que lo sea si se queda en su país natal.
- El requisito de conexión: El solicitante deberá demostrar la relación existente entre la persecución y la pertenencia a un grupo social particular.

### Decisiones tomadas en casos de asilo por motivos de violencia machista
En 1999 la cámara de los lores en Reino Unido concedió asilo a dos mujeres paquistaníes que tuvieron que soportar que la extrema violencia de sus maridos por ser sospechosas de infidelidades que resultaron no ser ciertas.
A partir de este momento fue cuando se determinaron las tres condiciones necesarias que permitirían a las mujeres obtener asilo por violencia doméstica en función de su condición social, estas son:
1. Falta de protección a las mujeres por parte del estado.
2. Las mujeres que debido al estado en el que se encuentran por culpa del maltrato forman un PSG.
3. Mujeres que no tienen la alternativa de huir a otra parte de la nación y así poder salvarse del maltrato.